# Klaus Bernsmann
Klaus Bernsmann (* 1947) ist ein deutscher Rechtswissenschaftler, Hochschullehrer und Strafverteidiger.

## Leben
Nach dem Ersten Staatsexamen wurde Bernsmann 1978 promoviert. Nach dem Zweiten Staatsexamen und seiner Habilitation (1987) war er Ordentlicher Professor für Straf- und Strafprozessrecht an der Ruhr-Universität-Bochum.
Ab 1989 hatte Bernsmann an der Universität zu Köln den dortigen Lehrstuhl für Straf- und Strafprozessrecht inne. Gleichzeitig war er geschäftsführender Direktor des Kriminalwissenschaftlichen Instituts der Universität zu Köln (KWI).
Im Jahr 2002 kehrte Bernsmann an die Ruhr-Universität-Bochum zurück und hat seitdem den dortigen Lehrstuhl für Straf- und Strafprozessrecht inne.
Seit den 1980er Jahren arbeitet Bernsmann neben seiner Tätigkeit in Forschung und Lehre als Strafverteidiger.
Bernsmann ist Beirat der Zeitschrift „Strafverteidiger“ und
war Gründungsmitglied der Deutschen Gesellschaft für Soziale Psychiatrie(„DGSP“).

## Sport
Klaus Bernsmann war zwischen 1966 und 1970 drei Mal Deutscher Meister im Judo (Leichtgewicht). Zwischen 1975 und 1980 trainierte er fünf Jahre lang die Handball-Damen des UTG Witten in der Bundesliga. Bis zum Juli 2021 war er Mitglied des Ehrenrates („Ethikkommission“) des FC Schalke 04.

## Schriften (Auswahl)
- Probleme des strafrechtlichen Krankheitsbegriffes – Untersuchung zu dem interdisziplinären Spannungsfeld der §§ 20, 21 StGB, Diss. Iur., 1978
- „Entschuldigung“ durch Notstand – Studien zu § 35 StGB, Heymann 1989
- Heimliche Ermittlungsmethoden und ihre Kontrolle – 1998
- Strafbarer Wucher – 2004
- Der wohnungslose Gefangene – 2006

## Kommentare (Auswahl)
- Wenzel (Hrsg.), Handbuch des Fachanwalts – Medizinrecht, 	Luchterhand 3. Aufl. 2012, Bearb. (gemeinsam mit Geilen): S. 389–514: Materielles Arztstrafrecht
- Höfling (Hrsg.), Kommentar zum Transplantationsgesetz, Springer 2. Aufl., Bearb. (gemeinsam mit Sickor): §§ 17–20, 24 Achenbach/Ransiek (Hrsg.), Handbuch Wirtschaftsstrafrecht, C. F. Müller, 4. Aufl. 2014, Bearb.: V 3 „Strafbarer Wucher“
- Heidel (Hrsg.), Kommentar Aktienrecht und Kapitalmarktrecht, 4. 	Aufl. 2013, Nomos, Bearb.: Dritter Teil: Straf- und Bußgeldvorschriften, Schlussvorschriften, §§ 399–407 Laufhütte/Rissing-van Saan/Tiedemann (Hrsg.), Strafgesetzbuch, Leipziger Kommentar, de Gruyter, 13. Aufl. (i. V.) Bearb.: §§ 261, 291
- Bernsmann (z. T. Gemeinsam mit Gatzweiler), Verteidigung bei Korruptionsfällen, C. F. Müller, 2. Aufl. 2013

## Verweise in Wikipedia
- Kasse
- Notfallseelsorge
- Wulff-Affäre
- Liste von Rechtswissenschaftlern